# 摩利支
摩利支（天城体：मरीचि，IAST：Marīci，字面意思是“光线”）婆罗门教-印度教传说中的一位仙人，生主之一。
根据摩奴法典中的说法，摩利支是创造主大梵天的心生子，出自于梵天的灵魂或肩膀。梵天“心生”的儿子被称为生主，共有十人，摩利支为其中最年长者。然而其它一些神话提供了不同的谱系，如把摩利支说成是第一摩奴期的摩奴所生等等。还有些神话把他列入七仙人之内，代表大熊星座北斗七星中的一颗。
摩利支有一个著名的儿子，即迦叶波，也是生主。迦叶波因此得到别名“摩利遮”（意即摩利支之子）。

## 资料来源
- 《世界神话辞典》，辽宁人民出版社，ISBN 7-205-00960-X
- 《摩诃婆罗多》，中国社会科学出版社，ISBN 7-5004-5246-2